# 统计力学
统计力学（英语：statistical mechanics）是一個以波茲曼等人提出以最大熵理論為基礎，藉由配分函數將有大量組成成分（通常為分子）系統中微觀物理狀態（例如：動能、位能）與宏觀物理量統計規律 （例如：壓力、體積、溫度、熱力學函數、狀態方程式等）連結起來的科学。如氣體分子系統中的壓力、體積、溫度，及易辛模型中磁性物質系統的總磁矩、相變溫度、和相變指數。
通常可分為平衡態統計力學，與非平衡態統計力學。其中以平衡態統計力學的成果較為完整，而非平衡態統計力學至今也在發展中。統計物理其中有許多理論影響著其他的學門，如資訊理論中的資訊熵。化學中的化學反應、耗散結構。和發展中的經濟物理學這些學門當中都可看出統計力學研究線性與非線性等複雜系統中的成果。

## 统计力学的基本假设
统计力学假定，在平衡态下，所有微观状态出现的概率是相等的。
整个统计力学体系，就是建立在这个假说之下。爱因斯坦称赞统计力学的美丽，就在于它的假设极其简单，但是结论却如此宏伟。这种简单假设，宏伟结论的理论推导模式，非常类似于狭义相对论。因此,將統計力學與狹義相對論結合的理論,將會是統一場論基本原理的發展範疇。

## 分子動力論
统计力学运用的是古典力学和量子力學的原理。由于粒子数目非常大，存在大量自由度，虽然與经典力学应用著同样力学规律，惟导致性质上完全不同的规律性。不服从纯粹力学的描述，而服从统计规律性，用量子力学方法进行计算，得出和用经典力学方法计算相似的结果。
一个粒子运动存在3个自由度，即上下、左右、前后，按照牛顿力学方法，确定它的运动方向，就可以计算它的运动速度、轨迹等，但如果是大量的粒子，加在一起会有无法计算的自由度量，无法计算出它们全体总的运动效果，只能用统计方法计算，即概率论的方法计算。玻尔兹曼用统计方法和牛顿力学原理计算大量粒子运动情况，得出：
{\displaystyle S=k(\ln \Omega )}

### 隨機方程式
- 朗之萬方程式（Langevin equation）
- 佛客－普朗克方程式（Fokker-Planck equation）